# فهرست استانداردهای تلفن همراه
فهرستی از استانداردها یا نسل‌های تلفن همراه در پایین آمده است :
تلفن رادیویی همراه
- PTT
- MTS
- IMTS
- AMTS
- OLT
- MTD
- Autotel/Palm
- ARP

نسل اول شبکه تلفن همراه
- NMT
- AMPS/TACS/ETACS
- هایکپ
- CDPD
- طرح شبکه‌ای موبی‌تکس
- دیتاتک

نسل دوم شبکه تلفن همراه
- GSM
- iDEN
- D-AMPS
- IS-95 /cdmaOne
- PDC
- CSD
- PHS
- GPRS
- HSCSD
- WiDEN
- Cdma2000/IS-2000
- سرعت داده افزایش یافته برای تحول جی‌اس‌ام (EGPRS)

نسل سوم شبکه تلفن همراه
- سامانه جهانی مخابرات سیار
  - UMTS (جی‌اس‌ام3)
  - FOMA
- TD-CDMA/سامانه جهانی مخابرات سیار
- 1xEV-DO /IS-856
- سامانه جهانی مخابرات سیار
- GAN
- HSPA 
  - اچ‌اس‌دی‌پی‌ای
  - HSUPA
- HSPA+
- HSOPA

نسل چهارم شبکه تلفن همراه
- UMB
- UMTS Revision 8
- وای‌مکس
- LTE
- LTE-Advanced